# Frederick Suerig
Frederick G. "Fred" Suerig (Missouri, 21 de juny de 1878 – Saint Louis, 8 de desembre de 1929) va ser un remer estatunidenc que va competir a primers del segle xx.
El 1904 va prendre part en els Jocs Olímpics de Saint Louis, on va guanyar la medalla de plata en la prova de quatre sense timoner del programa de rem, formant equip amb Martin Formanack, Charles Aman i Michael Begley.